# Gotō Chūgai

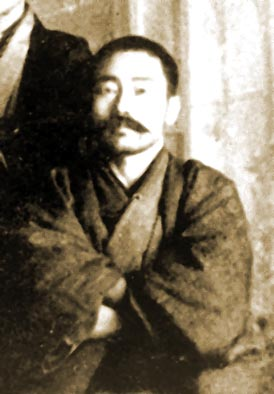
Gotō Chūgai

Gotō Chūgai (japanisch 後藤 宙外; geboren 27. Januar 1867 in der Provinz Ugo; gestorben 12. Juni 1938 in Kitaaizu, Präfektur Fukushima) war ein japanischer Schriftsteller vom Ende der Meiji-Zeit bis zum Beginn der Shōwa-Zeit.

## Leben und Wirken
Gotō Chūgai machte seinen Studienabschluss an der „Tōkyō Senmon Gakkō“ (東京専門学校), der Vorläufereinrichtung der Waseda-Universität. Mit „Ari no Susabi“ (ありのすさび) 1895 erlangte er in der Literaturwelt Anerkennung. Er schrieb zunächst Werke, die eher ernste Romane und Gesellschaftsromane waren, wandte sich dann aber allmählich einem Kenyūsha-Stil zu.
Später, als der Naturalismus an Macht gewann, widersetzte Gotō sich ihm, schrieb antinaturalistische Rezensionen und gründete die „Literary Innovation Society“ (文芸革新会, Bungei kakushin-kai), um ihn zu kritisieren. Während dieser Zeit, im Jahr 1899, wechselte er zum Verlag Shunyōdō (春陽堂) und wurde Chefredakteur der Romanreihe „Shin Shōsetsu“ (新小説). Mit großem Bedacht schrieb er unter anderem über Natsume Sōsekis „Kusamakura“ (草枕) und Tayama Katais „Futon“, zog die Aufmerksamkeit der Menschen auf sich, die einen Einfluss auf die Zeit hatten. In seinen späteren Jahren kehrte er in seine Heimatstadt zurück und widmete sich mit viel Energie der archäologischen Forschung.
Zu Gotōs Werken gehören die Werksammlung „Susono“ (裾野) 1909, die Kritiksammlung „Hi-Shizenshugi“ (非自然主義) – „Gegen den Naturalismus“ 1908 und die Memoiren „Meiji Bundan Kaikoroku“ (明治文壇回顧録) – etwa „Auf der Bühne der Meiji-Zeit, Erinnerungen“ 1936.